# Armada de Jacksonville
Maillots
L'Armada de Jacksonville (en anglais : Jacksonville Armada) est un club professionnel de soccer basé à Jacksonville en Floride aux États-Unis. Fondé en 2013, il évolue en deuxième division nord-américaine, au sein de la NASL, depuis 2015.

## Histoire
La NASL annonce le 16 janvier 2013 la création d'un club d'expansion à Jacksonville.

## Palmarès et records

### Bilan par saison
| Saison | Saison régulière | Saison régulière | Saison régulière | Saison régulière | Saison régulière | Saison régulière | Saison régulière | Saison régulière | Saison régulière | Saison régulière | Séries       | US Open Cup    | Affl. moy. saison régulière | Affl. moy. séries éliminat. | Meilleurs buteurs                | Meilleurs buteurs |
| Saison | Ligue            | Place            | M                | V                | N                | D                | BP               | BC               | Pts              | Général          | Séries       | US Open Cup    | Affl. moy. saison régulière | Affl. moy. séries éliminat. | Joueurs                          | Buts              |
| ------ | ---------------- | ---------------- | ---------------- | ---------------- | ---------------- | ---------------- | ---------------- | ---------------- | ---------------- | ---------------- | ------------ | -------------- | --------------------------- | --------------------------- | -------------------------------- | ----------------- |
| 2015   | NASL Spring      | 6e               | 10               | 3                | 3                | 4                | 15               | 18               | 12               | 11e              | Non qualifié | Troisième tour | 7 927                       | N/Q                         | Alhassane Keita                  | 7                 |
| 2015   | NASL Fall        | 11e              | 20               | 5                | 4                | 11               | 18               | 31               | 19               | 11e              | Non qualifié | Troisième tour | 7 927                       | N/Q                         | Alhassane Keita                  | 7                 |
| 2016   | NASL Spring      | 10e              | 10               | 1                | 4                | 5                | 5                | 11               | 7                | 11e              | Non qualifié | Quatrième tour | 3 499                       | N/Q                         | Charles Eloundou Alhassane Keita | 6                 |
| 2016   | NASL Fall        | 11e              | 22               | 5                | 8                | 9                | 25               | 35               | 23               | 11e              | Non qualifié | Quatrième tour | 3 499                       | N/Q                         | Charles Eloundou Alhassane Keita | 6                 |
| 2017   | NASL Spring      | 4e               | 16               | 6                | 6                | 4                | 17               | 16               | 24               | 5e               | Non qualifié | Quatrième tour | 3 035                       | N/Q                         | Jack Blake                       | 9                 |
| 2017   | NASL Fall        | 5e               | 16               | 4                | 7                | 5                | 21               | 22               | 19               | 5e               | Non qualifié | Quatrième tour | 3 035                       | N/Q                         | Jack Blake                       | 9                 |

## Stade
L'Armada dispute ses rencontres au Baseball Grounds of Jacksonville, un stade de baseball située dans le centre de Jacksonville mais projette de construire son propre stade entièrement destiné au soccer.
L'Armada a également disputé des matchs à l'EverBank Field, comme à l'occasion de sa première rencontre officielle, le 4 avril 2015 contre le FC Edmonton devant une foule de 16 164 spectateurs (victoire 3-1).

## Personnalités du club

### Entraîneurs
Le tableau suivant présente la liste des entraîneurs du club depuis 2015.
| Rang | Nom                   | Période     |
| ---- | --------------------- | ----------- |
| 1    | José Luis Villarreal  | 2015        |
| 2    | Ángel Guillermo Hoyos | 2015        |
| 3    | Eric Dade (intérim)   | 2015        |
| 4    | Tony Meola            | 2016        |
| 5    | Mark Lowry            | depuis 2016 |

### Joueurs emblématiques
- Jaime Castrillón (2015)
- Alhassane Keita (2015-2016)
- Pascal Millien (2015-2016)
- Lucas Scaglia (2015-2016)